# Jabberwocky (Band)
Jabberwocky, auch JBBRWCK, ist eine dreiköpfige französische Elektropop-Band aus Poitiers.

## Bandgeschichte
Die drei Medizinstudenten Camille Camara, Emmanuel Bretou und Simon Pasquer aus Poitiers lernten sich Ende der 2000er kennen. Camara und Bretou waren während der Schulzeit Schlagzeuger bzw. Gitarrist einer Rockband, während Pasquer Mitglied einer Hip-Hop-Gruppe war. Sie schlossen sich zusammen und schrieben Mitte 2012 gemeinsam den Song Photomaton. Als Sängerin wurde die aus Bordeaux stammende Élodie Wildstars gewonnen. Ihren Bandnamen wählten sie nach der Figur des Jabberwocky aus einem Gedicht von Lewis Carroll. Über das Internet machten sie ihr Lied bekannt und fanden in dem Pariser Label Pain Surprise Produzenten, die das Lied im Frühjahr 2013 veröffentlichten.
Photomaton schaffte zwar auf Anhieb den Einstieg auf Platz 32 der französischen Singlecharts, war danach aber nur noch einige Wochen auf hinteren Plätzen. Dies änderte sich erst, als es im November in einem auffälligen Automobil-Werbespot verwendet wurde. In Frankreich sprang es danach bis auf Platz 2 vor und auch in Deutschland konnte es sich in den Charts platzieren.

## Diskografie
Alben
- Pola (EP, 2014)
- Lunar Lane (2015)
- Make Make (2017)

Lieder
- Photomaton (featuring Élodie Wildstars, 2013)
- Pola (featuring Clara Cappagli, 2014)
- Playground (featuring 7ik, 2014)
- Quantif (featuring Clara Cappagli, 2014)
- Holding Up (featuring Na-Kyung Lee, 2015)
- Fog (featuring Ana Zimmer, 2015)